# Homogenní katalýza
Homogenní katalýza je označení skupiny katalytických reakcí, při kterých jsou katalyzátory přítomny ve stejné fázi jako reaktanty, obvykle jde o roztoky. Opakem je heterogenní katalýza, kdy je katalyzátor v jiné fázi než reaktanty, nejčastěji je katalyzátor pevný a reaktanty jsou plynné.
Většina těchto reakcí bývá katalyzována organokovovými sloučeninami.
Příkladem využití může být výroba kyseliny octové; k homogenním katalyzátorům patří mimo jiné enzymy.

## Příklady

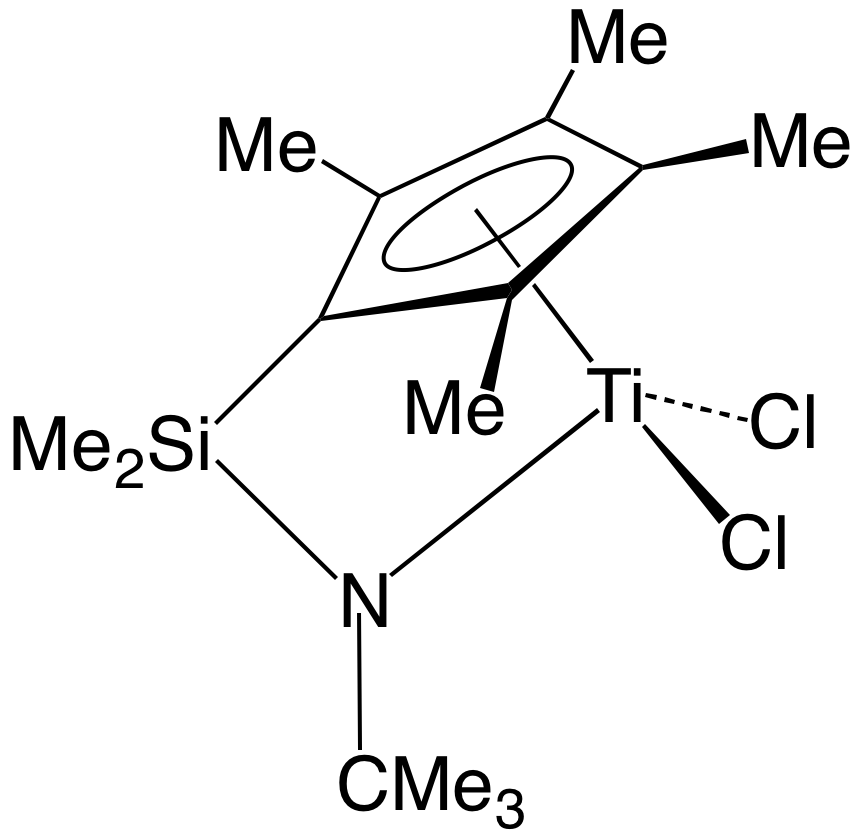
Příklad komplexu používaného jako prekatalyzátor při výrobě polyalkenů, jako jsou polyethylen a polypropylen.

### Kyselá katalýza
Protony lze použít jako homogenní katalyzátory, protože voda, používaná jako nejběžnější rozpouštědlo, uvolňuje autoionizací. Kyseliny mohou například urychlovat hydrolýzu esterů:
CH3CO2CH3 + H2O ⇌ CH3CO2H + CH3OH
Při neutrálním pH hydrolýza většiny esterů ve vodných roztocích probíhá nevyužitelně pomalu.

### Katalýza pomocí přechodných kovů

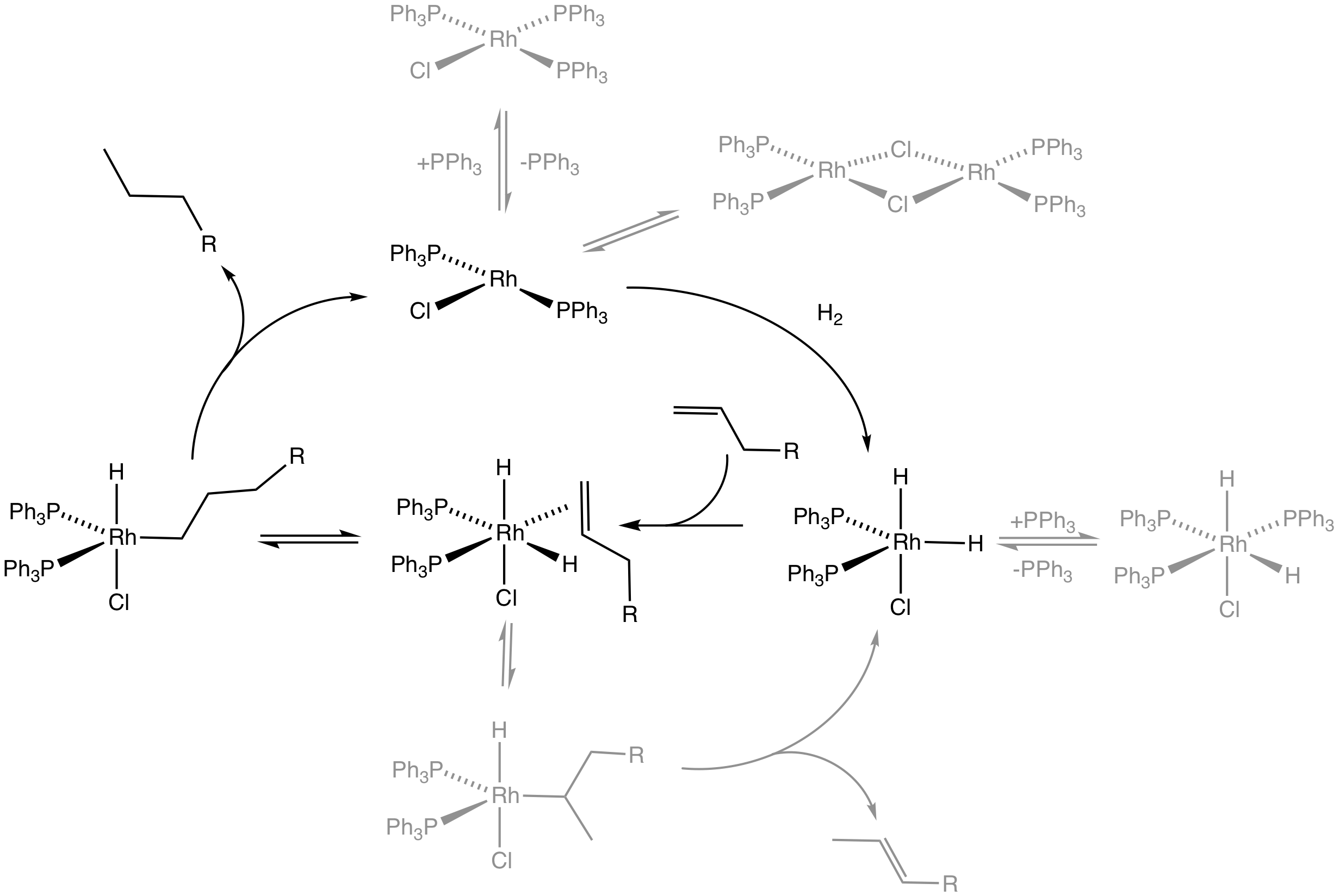
Mechanismus hydrogenace alkenu katalyzované homogenním Wilkinsonovým katalyzátorem

#### Hydrogenace a podobné reakce
Významnou skupinou redoxních reakcí jsou hydrogenace. Při nich se aduje H2 na nenasycené substráty. Zvláštní případ představuje přenosová hydrogenace, kdy se vodík přesouvá z jednoho substrátu (donoru vodíku) na jiný (akceptor vodíku). Podobnými reakcemi jsou adice HX, kde X = silyl (pak jde o hydrosilylaci) nebo CN (v tomto případě se jedná o hydrokyanaci). Většina průmyslových hydrogenací – při výrobě margarinů, amoniaku a hydrogenaci benzenu na cyklohexan – se katalyzuje heterogenně. Některé chemické syntézy ovšem vyžadují homogenní katalyzátory.

#### Karbonylace
Hydroformylace, významný druh karbonylace, spočívá v adici H a C(O)H na dvojnou vazbu; přitom se téměř vždy používají rozpustné katalyzátory založené na komplexech rhodia a kobaltu.
Podobnou karbonylací je přeměna alkoholů na karboxylové kyseliny. Methanol a oxid uhelnatý reagují za přítomnosti homogenního katalyzátoru za vzniku kyseliny octové, což se využívá v procesech Monsanto a Cativa. Podobnými reakcemi jsou hydrokarboxylace a hydroesterifikace.

#### Polymerizace a metateze alkenů
Mnoho polyalkenů, například polyethylen a polypropylen, se vyrábí za katalýzy Zieglerovými–Nattovými katalyzátory. Většinou se používají heterogenní katalyzátory, byly však, obzvláště při stereospecifických polymerizacích, použity i homogenní. Metateze alkenů se v průmyslu obvykle katalyzují heterogenně, jsou však také známé homogenní postupy.

#### Oxidace
Homogenní katalyzátory se dají využít i u mnoha oxidačních reakcí. Ve Wackerově procesu vzniká acetaldehyd reakcí ethenu s kyslíkem. Využití v katalýze má i mnoho nekovových organických komplexů, například při výrobě kyseliny tereftalové z xylenu. Alkeny lze epoxidovat a dihydroxylovat za použití kovových komplexů, jako například při Sharplessových dihydroxylacích.

### Enzymy (včetně metaloenzymů)
Enzymy fungují jako homogenní katalyzátory, které jsou důležité pro živé organismy, mají však i průmyslová využití. Dobře prozkoumaný případ představují karbonátdehydratázy, které katalyzují přenos oxidu uhličitého z krve do plic. Enzymy mají vlastnosti homogenních i heterogenních katalyzátorů, často jsou v tomto smyslu považovány za třetí, oddělenou, skupinu katalyzátorů. Častým reaktantem v enzymatických reakcích je voda. Estery a amidy se v neutrálním prostředí hydrolyzují pomalu, ovšem rychlosti těchto reakcí výrazně zvyšují některé metaloenzymy, což jsou molekuly, které lze považovat za velké komplexy.
Akrylamid se vyrábí enzymaticky katalyzovanou hydrolýzou akrylonitrilu.

## Výhody a nevýhody

### Výhody
- Homogenní katalyzátory jsou obecně selektivnější než heterogenní.
- U exotermních reakcí přenášejí homogenní katalyzátory teplo do rozpouštědla.
- Homogenní katalyzátory se snadněji přesně charakterizují, jejich reakční mechanismy tak lze snadněji ovládat.[9]

### Nevýhody
- Oddělení homogenního katalyzátoru od produktů může být obtížné; u některých vysoce aktivních katalyzátorů se neprovádí. V případě některých jiných reakcí jsou organické produkty dostatečně těkavé, aby mohly být odděleny destilací.
- Homogenní katalyzátory mívají ve srovnání s heterogenními nižší tepelnou stabilitu. Řada organokovových komplex§ se rozkládá za teplot nižších než 100 °C. Existují však i takové, jež lze použít i při teplotách okolo 200 °C.[10]